# Цель-ім-Фіхтельгебірге
Цель-ім-Фіхтельгебірге (нім. Zell im Fichtelgebirge) — громада в Німеччині, розташована в землі Баварія. Підпорядковується адміністративному округу Верхня Франконія. Входить до складу району Гоф.
Площа — 31,24 км2. Населення становить 1903 ос. (станом на 31 грудня 2020).